# Kempston
Kempston är en stad och civil parish i grevskapet Bedfordshire i England. Staden ligger i kommunen Borough of Bedford och är en sydvästlig förstad till Bedford, belägen cirka 2,5 kilometer sydväst om centrala Bedford. Tätortsdelen (built-up area sub division) Kempston hade 19 350 invånare vid folkräkningen år 2011.